# FK Napredok
O FK Napredok é um clube de futebol macedônio com sede em Kičevo. A equipe compete no Campeonato Macedônio de Futebol, na terceira divisão.

## História
O clube foi fundado em 1928.